# Rosa Romero Sánchez
María Rosa Romero Sánchez, née le 14 février 1970 à Ciudad Real, est une femme politique espagnole du Parti populaire (PP).
Maire de sa ville natale entre 2007 et 2015, elle est élue députée de la circonscription de Ciudad Real lors des élections générales de novembre 2011.

## Biographie

### Vie privée
Mariée, elle est mère de deux enfants.

### Études et profession
Titulaire d'une licencie en sciences politiques et sociologie délivrée par la prestigieuse université complutense de Madrid, elle a été directrice du Centre de conseil aux femmes et de la Maison d'accueil des femmes battues entre 1996 et 1999 ; deux organismes placés sous l'autorité de la députation provinciale de Ciudad Real. Elle a également été présidente du Patronage municipal des invalides de Ciudad Real de 1995 à 1999.

### Députée au Congrès
Adhérant au Parti populaire en 1994, elle est investie l'année suivante sur la liste de Francisco Gil-Ortega pour les élections municipales du mois de mai. Élue conseillère municipale de Ciudad Real, elle est chargée par le nouveau maire de gérer les affaires liées au Bien-être social et choisie comme adjointe au maire. Réélue lors des élections locales de juin 1999, elle devient porte-parole du groupe populaire municipal.
Dans l'optique des élections générales de mars 2000, elle est investie en quatrième position sur la liste conduite par Javier Rupérez dans la circonscription de Ciudad Real. Les 150 842 suffrages remportés par la liste permettent au PP d'obtenir seulement trois des cinq mandats en jeu. Elle fait cependant son entrée au Congrès des députés dès le mois de juillet 2000 du fait de la démission de Rupérez, désigné ambassadeur d'Espagne aux États-Unis. Membre de la commission bicamérale chargée de l'Étude du problème des drogues, elle est d'abord membre de la commission des Affaires étrangères avant d'opter pour celle du Régime des administrations publiques en juin 2002. Après l'élection de José Manuel Molina à la présidence du PP de Castille-La Manche (PPCLM) en mai 2002, celui-ci la choisit comme secrétaire générale en remplacement de Jesús Garrido. Elle devient alors membre suppléante de la députation permanente du Congrès et abandonne son mandat municipal.

### Responsabilités régionales
Désignée tête de liste du parti dans la circonscription autonomique de Ciudad Real pour les élections régionales de mai 2003, elle obtient le score de 34,6 % des voix et remporte quatre mandats sur onze. Désormais membre des Cortes de Castille-La Manche, elle démissionne de son mandat national qui revient à María de Gracia Hernansanz. Membre de la commission du Règlement et du Statut du député, elle est choisie comme présidente et porte-parole du groupe des élus conservateurs. Elle est également désignée sénatrice dès l'ouverture de la législature régionale et siège à la commission générale des communautés autonomes et comme titulaire à la députation permanente. Elle est promue quatrième secrétaire de la précédente commission après la tenue des élections législatives de mars 2004 qui voient l'arrivée du socialiste José Luis Rodríguez Zapatero à la présidence du gouvernement.
José Manuel Molina la remplace par Vicente Tirado en novembre 2004 mais elle devient immédiatement la nouvelle présidente du Parti populaire de la province de Ciudad Real. Elle abandonne ses fonctions de porte-parole en janvier 2005, remplacée par Lucrecio Serrano Pedroche. Lorsque María Dolores de Cospedal est élue présidente du PPCLM en juin 2006, celle-ci souhaite être désignée sénatrice par les Cortes de Castille-La Manche. Rosa Romero démissionne en conséquence de son mandat parlementaire national pour permettre l'élection de Cospedal. Rosa Romero est alors élue deuxième vice-présidente du bureau des Cortes régionales, en remplacement de José María Bris, et promue vice-présidente de la commission du Règlement et du Statut des députés.

### Maire de Ciudad Real
Désignée chef de file du PP à Albacete en vue des élections municipales de mai 2007 pour lesquelles le maire sortant Francisco Gil-Ortega ne se représente pas, elle obtient le soutien de 50,32 % des suffrages exprimés et remporte une confortable majorité absolue de 15 mandats sur les 25 à pourvoir. Elle est logiquement élue maire de la ville le 16 juin suivant,. Elle augmente légèrement son score lors des élections municipales de mai 2011 en obtenant 51,56 % des voix mais conserve le même nombre de conseillers municipaux. Elle revendique alors le fait d'avoir réduit les dépenses courantes de 8,5 millions d'euros sans avoir touché aux enveloppes sociales et de dépenser 9 500 euros par jour en aides pour les personnes les plus défavorisées. Elle se porte également candidate aux élections castillanes de mai 2011 en tant que tête de liste dans la circonscription de Ciudad Real. Élue, elle est choisie comme présidente de la commission des Affaires sociales. Elle cède le témoin à Carlos Cotillas comme présidente du PP de Ciudad Real en 2012.
Candidate à sa succession lors du scrutin de mai 2015, elle ne totalise plus que 36,8 % des voix et 10 mandats de conseillers municipaux. Une alliance entre le Parti socialiste ouvrier espagnol et la marque blanche de Podemos permet à la socialiste Pilar Zamora d'être élue maire à la majorité absolue le 13 juin 2015, mettant fin à vingt ans de gestion conservatrice. Rosa Romero choisit alors de siéger comme porte-parole de l'opposition,. Elle est récompensée en novembre 2015 de la Grande Croix au Mérite délivrée par le service de l'avocature pour avoir mis à la disposition des avocats de sa ville un « siège digne » ; elle est alors la première personne non juriste à être décorée par l'institution.

### Retour au Congrès des députés
Secrétaire exécutive nationale à la Politique municipale, elle est désignée tête de liste du PP à l'occasion des élections législatives de novembre 2011. Élue au Congrès des députés avec deux autres de ses collègues, elle siège comme première vice-présidente de la commission des Finances et des Administrations publiques, membre de la commission de l'Égalité et membre de la commission bicamérale chargée des relations avec le Défenseur du peuple. Elle renonce de fait à son mandat régional.
Elle conserve son mandat après la tenue des élections générales de décembre 2015. Le 12 janvier 2016, veille de la session constitutive du Congrès, elle est proposée par Mariano Rajoy pour occuper le poste de troisième vice-présidente de la chambre basse des Cortes Generales. Le jour du vote, cependant, elle obtient moins de voix que la candidate de Podemos Gloria Elizo et est proclamée quatrième vice-présidente. Également membre de la commission de l'Emploi et de la Sécurité sociale, elle intègre la commission du suivi et de l'évaluation des accords du pacte de Tolède. Lors de la session constitutive de la douzième législature, le 19 juillet suivant, elle bénéficie du soutien passif de quelques députés nationalistes catalan lui permettant d'être proclamée troisième vice-présidente
. Elle est alors la seule représentante du Parti populaire au rang de vice-président du Congrès après la sortie de Celia Villalobos. Soutien de María Dolores de Cospedal à l'occasion du 19e congrès du PP, elle est élue membre du comité exécutif du parti sur la liste de Pablo Casado après l'élimination de Cospedal.